# Стефаново (Новотомиський повіт)
Стефаново (пол. Stefanowo) — село в Польщі, у гміні Збоншинь Новотомиського повіту Великопольського воєводства.
Населення — 387 осіб (2011).
У 1975-1998 роках село належало до Зеленоґурського воєводства.

## Демографія
Демографічна структура станом на 31 березня 2011 року:
|          | Загалом | Допрацездатний вік | Працездатний вік | Постпрацездатний вік |
| -------- | ------- | ------------------ | ---------------- | -------------------- |
| Чоловіки | 193     | 44                 | 138              | 11                   |
| Жінки    | 194     | 46                 | 107              | 41                   |
| Разом    | 387     | 90                 | 245              | 52                   |